# 克哈穆爾
克哈穆爾（Khamûl）是英國作家約翰·羅納德·瑞爾·托爾金（J.R.R. Tolkien）的史詩式奇幻小說《魔戒三部曲》中的虛構人物。
他是戒靈（Nazgûl）之中的副官，掌控多爾哥多（Dol Guldur），最終在至尊魔戒（One Ring）毀滅時被爆發的末日火山（Mount Doom）所吞噬。

## 名字與稱號
在原著之中，眾戒靈只有他的真實名字被托爾金提及，出現於《未完成的故事》。
克哈穆爾（Khamûl）一名意思不明，亦不清楚其所屬語言，可能與侃德（Khand）一名有點意思關聯，因為兩個字的字首相同。在《未完成的故事》中，托爾金在提及他時，說到「東方黯影克哈穆爾」（Khamûl the Shadow of the East），可能克哈爾穆爾一名的意思就是「東方黯影」Shadow of the East。
他亦被稱為「黑暗東方人」（The Black Easterling），因為他是東方人（Easterling），並接受了索倫給予的力量之戒，被他墮落。

## 總覽

魔戒戰略遊戲裡出現的克哈穆爾。

克哈穆爾原是人類（Men），屬於東方人的族群。後來他接受了九戒，墮落成為索倫的奴僕戒靈。他的家庭狀況和其他作為人類時的詳細資料都不明。
克哈穆爾的力量因為有九戒的幫助而增強，他可能因此成為中土大陸東方的偉大君王、戰士或魔法師，但九戒也使他陷於凡世與死亡的世界之中，變成不得解脫的怨靈，永遠受到索倫（Sauron）的指揮。他是九戒靈之中力量僅次於安格馬巫王（Witch-king of Angmar）的一位，很可能在他死後負責統領戒靈。作為戒靈，克哈穆爾的活躍時間大概有4,200年以上，至第三紀元3019年3月25日才隨著至尊魔戒的毀滅而滅亡。
他在第三紀元中後期可能伴同其他戒靈一起侵佔了米那斯伊希爾（Minas Ithil），將那裡墮落成邪惡之城、魔多的前哨。稍後在第三紀元2951年以後，索倫公開重生，派遣克哈穆爾帶領兩名戒靈重佔多爾哥多，故此該地受克哈穆爾的統領。

## 生平

### 接受九戒
約在第二紀元中期時，克哈穆爾出生，但不清楚他的出生地點和時間的資料。
1697年，索倫攻佔伊瑞詹（Eregion），掠奪九戒，轉贈予人類，讓他們成為了當時最偉大的王者、魔法師與戰士。但慢慢不論九戒持有者接受戒指的原意是行善或行惡，力量之戒最終把他們腐化，讓他們淪為不死的戒靈，落入凡世與死亡之間而不得解放，永遠受索倫的奴役。
第二紀元2251年，戒靈首次出現在中土大陸。在其後的年月裡，克哈穆爾為索倫效力，成為他旗下的指揮官，他也很可能參加了最後聯盟戰役（War of the Last Alliance）。最終索倫被推翻，克哈穆爾與其他戒靈均逃遁無蹤。

### 多爾哥多之主
第三紀元中後期開始，剛鐸因為力量衰微而無力監視魔多（Mordor），大概在那時候克哈穆爾就回到魔多。2000年，戒靈圍攻剛鐸的米那斯伊希爾，於兩年後奪取該地，克哈穆爾可能也有參戰。2951年，索倫於魔多公開重生，十年前（2941年）他因為遭受聖白議會（White Council）攻擊而放棄多爾哥多，故此在他公開重生後他派了克哈穆爾率領兩名戒靈前去重佔該地。
3018年3月，亞拉岡（Aragorn）擒獲咕魯（Gollum），並將他交託到幽暗密林（Mirkwood）精靈的看管之下。克哈穆爾的間諜發現到這消息，他於4月末派部下通報索倫，於6月20日多爾哥多的半獸人突襲精靈，打算生擒咕魯，但最終他乘亂逃脫。

### 追擊魔戒持有者
在咕魯逃脫的同一天，戒靈之首開始搜索至尊魔戒的任務，並尋找夏爾（Shire）一地。7月22日，眾戒靈與多爾哥多的戒靈在凱勒布蘭特平原（Field of Celebrant）會合，克哈穆爾報告咕魯逃脫，以及安都因河谷（Vales of the Anduin）根本沒有任何哈比人（Hobbits）居住的消息。但戒靈還是進行了一陣搜索，才轉向艾辛格（Isengard）前進，以了解薩魯曼所知的情報。
薩魯曼（Saruman）運用他的力量使戒靈以為他沒有任何情報，於是戒靈離開，稍後俘獲葛力馬·巧言（Gríma Wormtongue），並從他逼問出夏爾的情報（另一版本是薩魯曼供出所有情報），於是直接向伊利雅德（Eriador）進發。9月23日，克哈穆爾率領三或四位戒靈進入夏爾。克哈穆爾進入哈比屯（Hobbiton），尋找姓巴金斯的人，並從哈姆法斯特·詹吉（Hamfast Gamgee）身上問出魔戒持有者前往了雄鹿地（Buckland）。
克哈穆爾追擊佛羅多和他的同伴至史塔克路（Stock Road），在24日時幾乎成功抓到魔戒持有者，但因著正值白天，克哈穆爾的感知能力減弱，故此讓他們躲過追捕。但來到傍晚時，一行哈比人再次落入險境，因為克哈穆爾感應到至尊魔戒的位置，於林尾（Woody End）追上了佛羅多。然而一群由吉爾多（Gildor）帶領的精靈路過那裡，阻礙了他對魔戒的感應，又一次讓哈比人逃脫。
翌日，克哈穆爾繼續追擊，哈比人在躲藏時目擊他在召喚戒靈。他欲以黃金向農夫馬嘎（Farmer Maggot）換取關於巴金斯的消息，但被拒絕。來到傍晚，克哈穆爾追到巴蘭督因河（Baranduin）河邊，看到哈比人們渡河，但因為戒靈怕水而中止追捕，河流也影響了他對魔戒的感應，魔戒再度失蹤。
克哈穆爾召喚進入夏爾的眾戒靈，他們於26日早上重新集結，他指派一位戒靈控制烈酒橋（Brandywine Bridge）、兩名戒靈沿東大道（Great East Road）前進，向巫王報告，而他則帶著另一位戒靈低調地進入雄鹿地，仔細搜索佛羅多的下落。28日，克哈穆爾發現佛羅多曾停駐的溪谷地（Crickhollow），他繼續監視該地，並派部屬召回守橋的戒靈。他們於30日對那裡發動攻擊，無功而還，反而更引起雄鹿地居民的警戒，於是眾戒靈隨即撤退，於同日與巫王重新會合。
10月3日，灰袍甘道夫（Gandalf）進入風雲頂（Weathertop），晚間戒靈向他發動攻擊，甘道夫敗走，引開四位戒靈，克哈穆爾繼續與巫王停駐山頂，準備監視魔戒持有者。6日，佛羅多一行人進入風雲頂，五位戒靈攻擊他們，巫王成功以魔窟劍（Morgul-blade）刺傷佛羅多，但亞拉岡仍持火把抵抗，佛羅多也以維拉之名擊退他們。戒靈預期佛羅多會因傷變成受他們控制的死靈，故此暫時撤退。
五天後，克哈穆爾與兩位戒靈被在米塞塞爾橋（Last Bridge）被葛羅芬戴爾（Glorfindel）逐退。20日，九戒靈在布魯南渡口（Ford Bruinen）追擊魔戒持有者，克哈穆爾、另一名戒靈與巫王一起衝進河中，意圖擄獲魔戒持有者。愛隆（Elrond）造成洪水，淹沒戒靈，他們失去坐騎而唯有空手折返魔多。索倫把墮落妖獸（Fell Beasts）賜給戒靈，作為他們的新座騎。

### 毀滅
在追擊魔戒持有者後，就不清楚關於克哈穆爾的活動，很可能他返回了多爾哥多指揮對精靈的攻擊。在3019年3月11、15和22日，羅斯洛立安（Lothlórien）三度遭到攻擊，約在相同時間瑟蘭督伊（Thranduil）的幽暗密林精靈也受到襲擊。
3月15日，巫王在帕蘭諾平原戰役（Battle of the Pelennor Field）被殺，克哈穆爾大概成為了戒靈之首。十天後，黑門之戰（Battle of Morannon）爆發，八位戒靈參戰，與巨鷹（Eagles）纏鬥。當佛羅多在末日火山中宣佈接收魔戒後，索倫馬上命令戒靈前去擒拿佛羅多，但咕魯奪得魔戒，最終墮入末日火山的岩漿之中，至尊魔戒毀滅。末日火山隨之爆發，克哈穆爾與其他戒靈均被大火吞沒並自此毀滅。

## 資料來源
1. ↑  .   [2011-11-23]. （原始内容存档于2020-05-07）.
2. 1 2 3 4 5 6 7 8 9  《魔戒三部曲》 2001年 聯經初版翻譯 附錄二編年史
3. 1 2  《精靈寶鑽》 2002年 聯經初版翻譯 《魔戒及第三紀元》
4. 1 2 3 4 5  《未完成的故事》 1998年 HarperCollins重印版 "The Hunt for the Ring"
5. ↑  《魔戒三部曲》的附錄二裡指明，有四位戒靈進入夏爾。而《魔戒三部曲：閱者伴讀》裡較詳細的版本則表示，五位戒靈（當中包括副官克哈穆爾）進入了夏爾。
6. ↑  《魔戒三部曲：王者再臨》 2001年 聯經初版翻譯 第六章第四節《可麥倫平原》
7. 1 2  《魔戒三部曲：王者再臨》 2001年 聯經初版翻譯 第六章第三節《末日火山》

## 外部連結
- 克哈穆爾──中土百科全書